# Bayerisches Staatsministerium für Umwelt und Verbraucherschutz

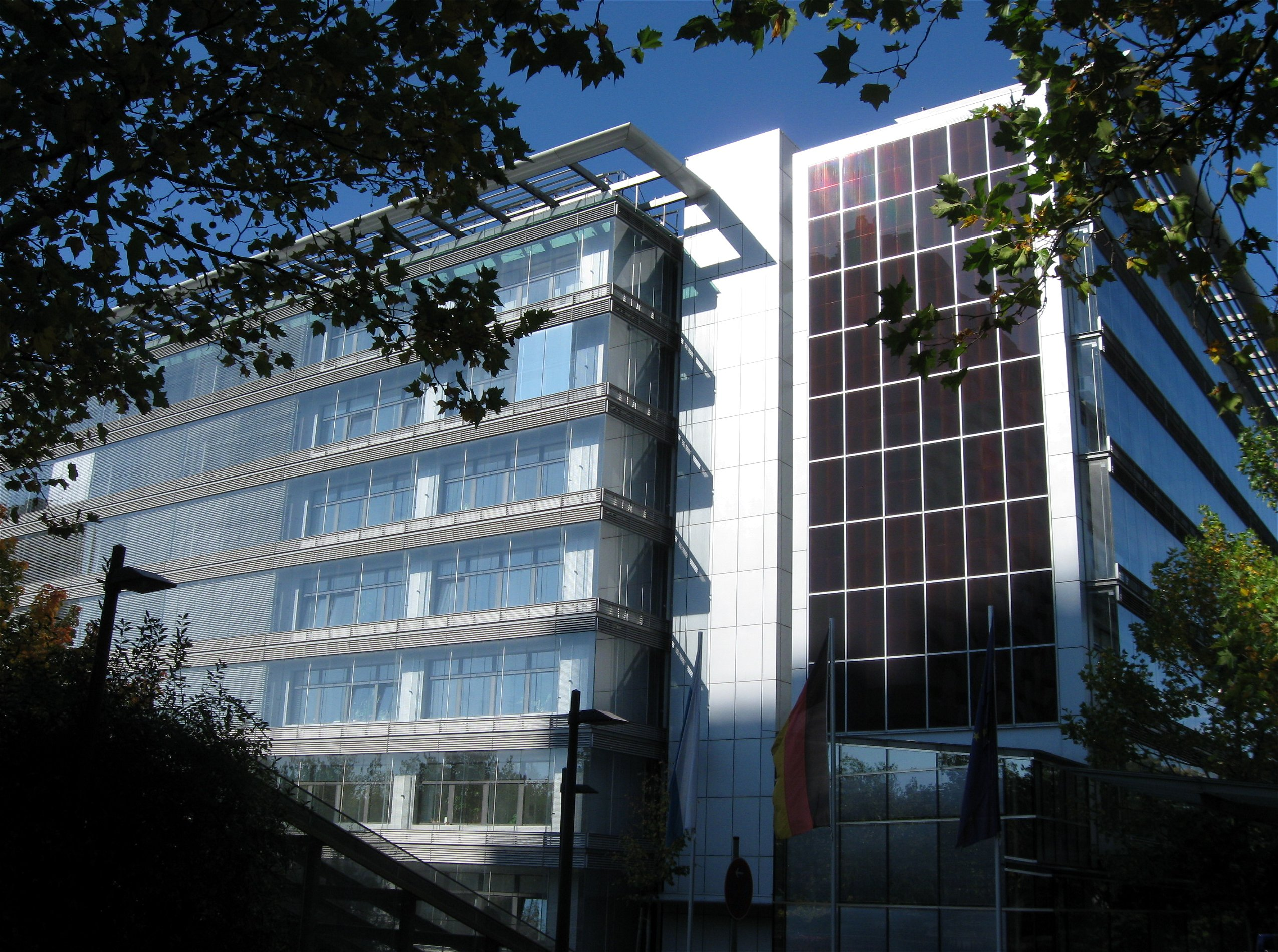
Dienstgebäude des Bayerischen Staatsministeriums für Umwelt und Verbraucherschutz

Das Bayerische Staatsministerium für Umwelt und Verbraucherschutz (StMUV) wurde am 8. Dezember 1970 als Umweltministerium des Freistaates Bayern mit Sitz am Rosenkavalierplatz in München geschaffen.
Damit war es das erste Umweltministerium der Welt.

## Leitung
Die Leitung des Ministeriums obliegt einem Staatsminister bzw. einer Staatsministerin, seit dem 12. November 2018 Thorsten Glauber (Freie Wähler). Seit 2013 ist dem Staatsministerium kein Staatssekretär mehr zugeordnet. Vertreter des Ministers ist der leitende Beamte und Amtschef Ministerialdirektor Christian Barth. Ministerialdirektor ist zudem Rüdiger Detsch.

## Geschichte
Das Ministerium wurde 1970 als Staatsministerium für Landesentwicklung und Umweltfragen gegründet. 2007 wurde es zum Staatsministerium für Umwelt, Gesundheit und Verbraucherschutz erweitert, gab den Bereich Verbraucherschutz aber bereits nach der Landtagswahl am 28. September 2008 wieder ab. Im Oktober 2013 (zeitgleich begann die Amtszeit des Kabinetts Seehofer II) wurde der Bereich Gesundheit zum eigenständigen Staatsministerium für Gesundheit und Pflege ausgegründet; seitdem besteht es unter der heutigen Zuständigkeit und Bezeichnung.

## Aufgaben
Der Zuschnitt des Ministeriums änderte sich im Laufe der Zeit. Zum Beginn der 15. Legislaturperiode (Kabinett Stoiber IV) 2003 kamen Gesundheit und Verbraucherschutz hinzu. Nach der Landtagswahl am 28. September 2008 kam das Kabinett Seehofer I ins Amt. In diesem wurde der Verbraucherschutz dem Staatsministerium der Justiz und für Verbraucherschutz übertragen. 2013 wurde die Zuständigkeit für Gesundheit in das Staatsministerium für Gesundheit und Pflege ausgelagert; gleichzeitig erhielt das Ministerium das Ressort Verbraucherschutz wieder zugeschlagen.

### Verbraucherschutz
Das Ministerium beschäftigt sich bezüglich des Verbraucherschutzes mit folgenden Themen:
- Verbraucherpolitik
- Verbraucherrechte
- Lebensmittel, gesundheitlicher Verbraucherschutz
- Lebensmittelsicherheit
- Nachhaltiger Konsum
- Wettbewerb und Werbung
- Chemikaliensicherheit
- Energie
- Finanzen
- Gesundheit
- Internet und E-Commerce
- Produktsicherheit
- Reiseverkehr
- Telekommunikation

### Umweltschutz
Schwerpunkte der Arbeit des Ministeriums sind
- Naturschutz und Landschaftspflege: Hier wirkt das Ministerium als Oberste Naturschutzbehörde mit dem Ziel, um Artenvielfalt und die Vielfalt von Lebensräumen sowie die Eignung der Landschaft für Erholung und Tourismus sicherzustellen.
- Wasserwirtschaft und Hochwasserschutz: Wasser als lebensnotwendige Basis für Tiere, Pflanzen und Menschen soll geschützt werden. Die Menschen sollen auch vor den Gefahren des Wassers geschützt werden.
- Bodenschutz und Altlasten: Verhinderung oder Verminderung von Bodenverschmutzung, Flächenverbrauch und Erosion sowie die Sanierung von Altlasten.
- Luftreinhaltung in Bayern: Verbesserung der Reinheit der Luft
- Klimaschutz in Bayern: Maßnahmen zum Schutz des Klimas
- Abfallwirtschaft: Wandel von der Abfallbeseitigung hin zu einer integrierten Abfallwirtschaft
- Lärmschutz in Bayern: Bekämpfung von Lärm
- Bio- und Gentechnik in Bayern: Förderung der medizinischen Anwendung von Gentechnik und der Sicherheit für Mensch und Umwelt
- Elektrosmogs und Mobilfunk: Vermeidung von Elektrosmog bei Ausbau der Mobilfunknetze
- Umweltpakt Bayern

### Reaktorsicherheit und Strahlenschutz
Das Bayerische Staatsministerium ist die oberste atomrechtliche Genehmigungs- und Aufsichtsbehörde des Freistaats Bayern. Es überwacht den Bau, Betrieb, die Stilllegung und den Rückbau kerntechnischer Anlagen sowie die Nutzung von Kernbrennstoffen außerhalb dieser Anlagen. Zudem begleitet es die Endlagersuche für hochradioaktive Abfälle in Deutschland und beaufsichtigt die Zwischenlagerung radioaktiver Abfälle aus Medizin, Forschung und Industrie. Das Ministerium prüft regelmäßig die Sicherheit des Forschungsreaktors der Technischen Universität München und der stillgelegten bayerischen Kernkraftwerke. Ein automatisches Fernüberwachungssystem unterstützt diese Aufgaben. Außerdem ist es für den Strahlenschutz und den Transport radioaktiver Stoffe zuständig.

### Tierschutz
Das Staatsministerium kümmert sich auch um den Tierschutz. Der Aufgabenbereich umfasst Tierkrankheiten, Tierseuchen, Futtermittel, allgemeiner Tierschutz und Tierarzneimitteln.

### Internationale Zusammenarbeit
Das Staatsministerium unterhält auf europäischer und internationaler Ebene politische Beziehungen zu Staaten und Institutionen. Folgende Schwerpunkte werden behandelt:
- Umweltpolitik der EU
- EU-Verbraucherpolitik
- EU-Förderung
- Zusammenarbeit innerhalb Europas
- Internationale Zusammenarbeit
- Makroregionale Strategien: Donauraumstrategie, Alpenstrategie

## Organisation
Das Ministerium ist vorgesetzte Stelle für die Höheren Naturschutzbehörden der sieben bayerischen Regierungen und die 96 Unteren Naturschutzbehörden sowie 85 Veterinärämter in Landkreisen, Städten und Kommunen. Weiterhin ist das Ministerium für das Landesamt für Umwelt (LfU), das Landesamt für Gesundheit und Lebensmittelsicherheit und die Akademie für Naturschutz und Landschaftspflege (ANL) verantwortlich.
Im Bereich der Wasserwirtschaft ist das Ministerium vorgesetzte Stelle für die 17 Wasserwirtschaftsämter und das Landesamt für Umwelt, an sieben Regierungen und in 96 Landkreisen und kreisfreien Städten.
Das BayernNetz Natur deckt ungefähr ein Drittel der Landesfläche ab. Untergeordnet sind die Nationalparkverwaltungen Bayerischer Wald und Berchtesgaden. Weiterhin bestehen 584 Naturschutzgebiete, 701 Landschaftsschutzgebiete und 16 Naturparks.
Im Bereich des Verbraucherschutzes sind die Gewerbeaufsichtämter untergeordnet.